# Frans Hombörg

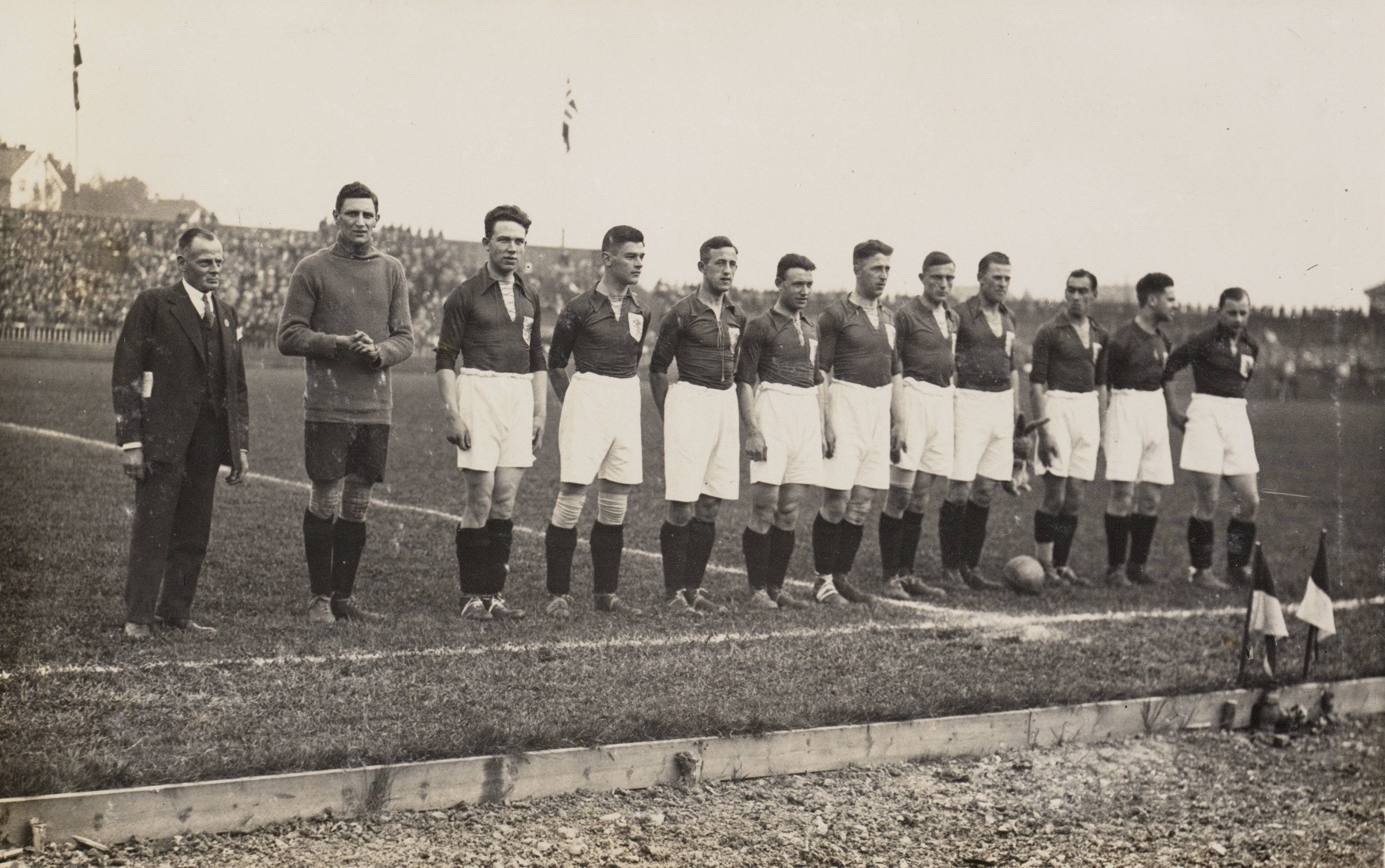
Frans Hombörg (3. von rechts), 1929

Frans Hombörg (* 11. Juni 1898 in Amsterdam; † 17. Dezember 1943) war ein niederländischer Fußballspieler. Er wurde 1929 zweimal in der niederländischen Nationalmannschaft eingesetzt.
Hombörg spielte in den 1920er Jahren für Blauw-Wit Amsterdam. Im Juni 1929 wurde der Stürmer in den Kader der Nederlands elftal berufen und spielte zunächst in einem inoffiziellen Match gegen Schottland, das am 4. Juni 1929 vor 24.000 Zuschauern im Amsterdamer Olympiastadion mit 0:2 verloren ging.
Anschließend ging Hombörg mit der Mannschaft auf eine Freundschaftsspielreise nach Skandinavien. Im ersten Spiel in Stockholm gegen Schweden gab er am 9. Juni 1929 – ebenso wie Sjaak de Bruin und Koos van der Wildt – sein offizielles Debüt in Oranje, konnte aber bei der 2:6-Niederlage keinen Treffer erzielen. Auch im zweiten Spiel in Oslo stand er in der Anfangsformation, wurde jedoch in der 41. Minute ausgewechselt, nachdem die Norweger den Treffer zum 1:3 erzielt hatten (das Spiel endete letztlich 4:4); für ihn kam Jaap van der Griend auf den Platz. Ein Torerfolg war Hombörg auch bei diesem, seinem letzten, Einsatz in der Nationalmannschaft nicht vergönnt.